# 澳門青年動力
澳門青年動力是澳門的青年自行組織的社團。成員大部分來自新澳門學社，首任會長阮佩嫦，末任理事長李國強，該組織曾多次發起澳門勞動節遊行。

## 宗旨
團結澳門青年，推動青年公民成長、關心時事，藉此推動並建立公民社會。

## 活動
- 2010年5月1日在創會前於互聯網發起“‘五·一’青年站起來！”遊行。[2]

- 2010年5月31日到政府總部遞信，要求約見澳門特首。[3]

- 2010年6月13日在紅街市牧民中心3樓舉行動力論壇以「我們的澳廣視：點算？」為題的講座 。[4]
- 2010年8月15日在中區玫瑰堂前地舉行「抗魔鬼，廢惡法－反對公帑告民，停止訂立惡法」集會[5]

- 2016年「五一」遊行為該組織最後一次組織遊行活動。

- 由2016年10月至2019年5月間，製作網上直播《左右開弓》時政討論節目，共計93集。

- 在2021年7月澳門立法會選舉民主派全數被「DQ」與翌年澳門國安法修訂[[[Wikipedia:格式手册/链接#章節|錨點失效]]]後，該組織不再活躍至2023年解散[6]。